# Тупољев Ту-144
Тупољев Ту-144, (рус. Туполев Ту-144, НАТО назив Charger) је био први суперсонични путнички авион на свету. Први лет је имао 31. децембра 1968, три месеца пре конкурентског Конкорда. Звучни зид је први пут пробио 5. јуна 1969. а у редован саобраћај је ушао 1975. у компанији Аерофлот на линији између Москве и Алма-Ате.

## Пројектовање и развој
Ту-144 је био један од два суперсонична путничка авиона направљена за пружање комерцијалних услуга превоза путника и терета (други је био англо-француски Конкорд). Пројектант овог авиона је био пројектантски биро ОКБ 156 Тупољев (Опитни конструкциони биро — Тупољев) на чијем се челу тада налазио познати конструктор Андреј Николајевич Тупољев као главни пројектант, творац многих значајних совјетских авиона. Ово је био последњи пројект овог знаменитог авио-конструктора. Умро је 1972. године али је доживео да присуствује пробном лету Ту-144. Након његове смрти главни пројектант ОКБ Тупољев постаје његов син Алексеј Андрејевич Тупољев.
Пројект је почео да се ради 26. јула 1963. године две године касније од свог конкурента Конкорда. План је био да се направи пет прототипова за наредне 4 године. Пројектни задатак је био амбициозно постављен: авион је требало да превезе 120 путника на даљину од 6.500 km, брзином од 2.500 km/h, максимална маса авиона од 130 t, плафон лета 20 km, користећи полетно слетне стазе дужине 1.900m.
Поред Ту-144 у свету се тада радило на пројекту Конкорд са следећим карактеристикама: брзина 2 Маха, долет 6.000 до 6.500 km, капацитет 120 до 140 путника, а у Америци пројект Боинг 2707 са: брзином од 3 Маха, долетом између 7.000 до 8.000 km, и капацитетом од 250 до 300 путника (сличне пројекте су имали и Локид и Даглас). Американци су одустали од пројекта јер је у то време било пуно противника суперсоничних летова који су као разлоге наводили то да ће такви авиони оштетити озонски омотач, угрожавати животну средину околине аеродрома због велике буке итд. Такође је било противника да држава улаже у пројекте приватних компанија. Све је то резултовало да влада САД прекине финансирање у марту 1971. а Боинг својим властитим снагама није могао да изгура овај грандиозни пројекат. Два прототипа које је Боинг почео нису завршена, размонтирана су и бачена на отпад.
Инжењери ОКБ 156 Тупољев су од почетка 1960-их година радили на оптимизацији аеродинамичког понашања великих авиона на брзинама преко 2 Маха, радећи на пројектима бомбардера Ту-125 и Ту-135, па су та искуства касније користили на пројекту Ту-144. Радећи на пројекту путничког суперсоничног авиона морали су да реше читав низ техничко технолошких проблема као што су: обезбедити довољни аеродинамички квалитет авиона при суперсоничним брзинама, неопходно је решити проблеме стабилности и управљања авионом у опсегу подзвучних и трансоничних брзина, обезбедити трајни лет авиона брзинама изнад 2 Маха што за собом повлачи решавање проблема трајног обезбеђивање довољне снаге мотора и повећане температуре на критичним местима структуре авиона. Поред тога морало се водити рачуна и о економичности уграђених агрегата како би комплетан пројект био економски исплатив.
Поред ових проблема ОКБ Тупољев је морао да реши читав низ проблема везаних за обезбеђење климатских услова у кабини авиона који лети на висинама од 20 km, обезбеђење довољне количине ваздуха при веома широком спектру брзина и висине лета, а да се битно не наруши аеродинамика авиона, заштите од соларног и других врста зрачења, проблем еколошког утицаја авиона на околину, решавање проблема звучних таласа при пробијању звучних баријера. Требало је направити и читав низ нових уређаја за аутоматску контролу лета и навигацију и аутоматско слетање. На овом пројекту су учествовали сви значајнији произвођачи авиона, научни институти и други пројектни бирои, био је то једном речју државни пројект Совјетског Савеза.
Први прототип је полетео 31. децембра 1968. године два месеца пре свог конкурента, а 1. новембра 1977. године Аерофлот уводи овај авион на линији Москва-Алма Ата (Казахстан).

### Технички опис
Авион Ту-144 је нискокрилни авион металне конструкције са делта крилима тј. састављена два делта крила — почетно крило са ивицом под углом од 78° на кога се наставља друго чији је нагиб 55°, крајеви крила су благо савијени надоле. Структура авиона је углавном направљена од лаких алуминијумских легура изузев нападних ивица крила, кормила правца и доње задње површине трупа (у близини мотора) које су направљене од титанијума и нерђајућег челика. 
Четири турбомлазна мотора се налазе испод крила у непосредној близини трупа. Авион има увлачећи стајни трап система трицикл, предња носна нога има два точка са гумама ниског притиска а задње ноге које представљају и основне, се налазе испод крила авиона и свака има по 4 точка са нископритисним гумама. Авион има укупно 10 точкова који му омогућавају безбедно слетање. 
Труп авиона је округлог попречног пресека и у њега у један ред могу стати пет седишта са пролазом кроз средину авиона. Изнад глава путника направљене су оставе за смештај приручног пртљага и гардеробе. У зависности од типа авиона у труп се може поставити од 120 до 160 седишта. Нос авиона је у облику купе који се може оборити наниже како би пилотима омогућио бољи преглед у фазама полетања и слетања. У току лета нос се подиже и заједно са трупом представља копље. Непосредно иза пилотске кабине постоје два увлачећа крилца (канари) која обезбеђује већу стабилност авиона при мањим брзинама. Код великих брзина ова крилца се заклапају уназад као код инсеката тврдокрилаца.

### Варијанте авиона Тупољев Ту-144
- Ту-144  - први прототип погоњен са четири млазна мотора Кузњецов НК-144, направљен 1968. год., други прототип вероватно направљен за статичка испитивања,
- Ту-144С  - производни модел нулте серије од 10 комада са 140 путника, 5 примерака са моторима НК-144Ф, а 5 примерака са моторима РД-36-51А, грађени од 1971. до 1977. године,
- Ту-144Д  - производни модел друге серије од 5 примерака са 155 путника, са моторима РД-36-51А, и повећаним долетом, грађени од 1974. до 1984. године,
- Ту-144ДА  - пројекат авиона повећан у односу на Ту-144Д, са 160 путника и долетом од 7.500 километара, пројект није реализован, а рађен је 1976. године,
- Ту-144ЛЛ  - летећа лабораторија направљена конверзијом Ту-144Д рег. бр. 77114, реализован 1996. године, испитивања вршена заједно са НАСА-ом у циљу пројекта 2. генерације суперсоничних путничких авиона,
- Ту-244  - пројект друге генерације суперсоничног путничког авиона, пројект још није реализован.

### Преглед карактеристика типова авиона Ту-144
| Карактеристика      | Ту-144 (1968)     | Ту-144С (1971-77.)      | Ту-144Д (1974-84.)  | Ту-144ДА (1976)       | Ту-144ЛЛ (1996)    | Ту-244 (1996) |
| ------------------- | ----------------- | ----------------------- | ------------------- | --------------------- | ------------------ | ------------- |
| Статус              | прототип          | серијски                | серијски            | пројект               | конверзија Ту-144Д | пројект       |
| Дужина              | 58,5 m             | 65,70                   | 65,70               | већа од Ту-144Д       | 65,70              | 88,70         |
| Висина              | 10,50             | 10,50                   | 12,5                | 12,5                  | 12,5               | -             |
| Размах крила        | 27,00 m            | 28,00 m                  | 28,8                | већи од Ту-144Д       | 28,8               | 54,47         |
| Површина крила      | 468,80 m²           | 503,00 m²                 | 506,90              | 544,00 m²               | 506,90             | 1.200         |
| Маса празног авиона | 79.000 kg           | 84.150 kg                 | 99.200 kg             | -                     | 85.000 kg            | -             |
| Максимална маса     | 180.000 kg          | -                       | 207.000 kg            | већа од Ту-144Д       | 200.000 kg           | -             |
| Мотори              | 4×Кузњецов НК-144 | 4×НК-144Ф / 4×РД-36-51А | 4×Колесов РД-36-51А | 4 × непознато         | 4×Кузњецов НК-32-1 | -             |
| Потисак             | 4 × 175 kN        | 4 × 175 kN / 4 × 200 kN | 4 × 200 kN          | 4 × непознато         | 4 × 255 kN         | - kN          |
| Максимална брзина   | 2,430 km/h            | 2.350 km/h                  | 2.340 km/h              | 2.348 km/h                | 2.500              | 2.180         |
| Плафон лета         | 18.000 m           | 20.000                  | 20.000              | 20.000                | 20.000             | 20.000        |
| Долет               | 2.500             | 3.080 km                  | 6.500 km              | 7.500 km                | 4.000 km             | 9.300         |
| Капацитет           | 126 пут. / 15.000 | 140 пут. / 15.000 kg      | 155 пут. / 13.000 kg  | 160 путника           | -                  | 300 путника   |
| Број примерака      | 1                 | 10                      | 5                   | пројект није остварен | 1                  | -             |
| Регистрација        | 68001             | 77101 - 77110           | 77111 - 77115       | -                     | 77114              | -             |

## Оперативно коришћење
Авион Ту-144 је произведен укупно у 17 примерака од чега су два била прототип: један за статичка испитивања а други за испитивања у лету. Произвођен је Вороњешкој фабрици авиона No 64. од 1971 до 1984. године у две серије — прва серија од 10 примерака авиона Ту-144С и друга серија од пет примерака авиона Ту-144Д. У авионе су уграђивани мотори Кузњецов НК-144Ф (у првих пет авиона Ту-144С) и Колесов РД-36-51А (у других 5 авиона Ту-144С и 5 авиона Ту-144Д). У летећу лабораторију Ту-144ЛЛ која је направљена 1996. године а која је настала конверзијом авиона Ту-144Д регистарски број 77114 уграђени су мотори Кузњецов НК-32-1.
Аерофлот је авион Ту-144 увео у редован саобраћај 26. децембра 1975. године на релацији Москва-Алма Ата где је испочетка превозио пошту и пакете да би 1. новембра 1977. године почео и редован путнички саобраћај на тој релацији.

### Несреће
Ту-144С (рег. бр. 77102) се срушио 3. јуна 1973. у близини Париза током ваздухопловне изложбе. Погинуло је свих шест чланова посаде и седам француских сељака. До краја није тачно утврђено (или објављено) да ли је авион пао због грешке посаде или ометања лета авиона од стране авиона Мираж за време извођења летачког програма на париској изложби авиона (Paris Air Shiw).
Други удес авиона Ту-144Д серијског броја 77111 десио се после пожара на трећем мотору. Посада је успела са два мотора да принудно слети у атару села Илински у близини града Јегорјевскa, притом су умрла два члана посаде од последица гушења.
Након ове несреће Аерофлот је повукао овај авион из путничког саобраћаја 1. јуна 1978. године и користио га је за теретни саобраћај на релацији Москва-Хабаровск. Укупно је направио 102 лета од којих 55 у путничком саобраћају.

### Испитивања
У периоду од јуна 1996. до фебруара 1998. године летећа лабораторија Ту-144ЛЛ је обавила 19 истраживачких летова за потребе ваздухопловне индустрије Русије и САД. Опити су вршени у Ваздухопловном центру Жуковски крај Москве а финансијер ових истраживања је била америчка НАСА, циљ петогодишњег међународног пројекта је развој технологија неопходних за пројектовање суперсоничног путничког авиона друге генерације.

### Музеји и образовање
Три авиона Ту-144 са налазе у музејима Монино у близини Москве, Уљановск и Синсхајм (Немачка). Два се налазе у образовним институцијама Институту за ваздухопловство у Казању и Ваздухопловном институту у Самари.